# عبد العزيز جاويش
عبد العزيز خليل حسن جاويش (و. 12 شوال 1293 هـ / 31 أكتوبر 1876 - 13 شعبان 1347 هـ/25 يناير 1929)، مجاهد مصري، أحد رواد الإصلاح والعمل الوطني وأحد مناصري الخلافة العثمانية، ولد في الإسكندرية، وتعلم بالأزهر، وتخرج في دار العلوم، واستكمل تعليمه في بريطانيا، وعمل أستاذا في جامعة أكسفورد. هاجر إلى تركيا، وبعد أن سقطت الدولة العثمانية عاد إلى القاهرة ليعمل في التعليم.

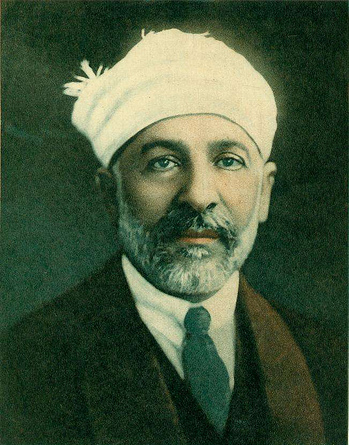
عبد العزيز خليل حسن جاويش

قُدِّم عبد العزيز جاويش إلى المحكمة الجنائية إذ رأت سلطات الاحتلال أنه يحرض على كراهية الحكومة والعيب في حق ذات ولي الأمر عندما كتب مقدمة كتاب وطنيتي للشيخ علي الغاياتي الذي حُكم عليه هو الآخر بالسجن وعلى محمد فريد الذي كتب تقريظا لنفس الكتاب. أسس جمعية المواساة الإسلامية التي لا زالت تقوم بالأنشطة الخيرية إلى الآن.
من أقواله: الإسلام صالح لكل زمان ومكان .

## مقدمة
برز عبد العزيز جاويش كأحد رواد مدرسة الصحافة الوطنية وحاملي لوائها، فقد تسلم رئاسة تحرير صحيفة «اللواء» خلفاً للزعيم مصطفى كامل وواصل رفع لواء الحركة الوطنية من بعده، وأصدر العديد من المجلات الوطنية، وظلَّ يصدع بالحق الذي عرّضه للمحاكمات والسجن. ومع ذلك كان في هذا الوقت مربيا جليلا ومصلحا اجتماعيا حمل على عاتقه مهمة إصلاح التعليم وكتب في نظريات التربية الحديثة.

## النشأة والتكوين
ولد عبد العزيز بن خليل جاويش في الإسكندرية 12 شوال 1293 هـ / 31 أكتوبر 1876م، لأب من أصل تونسي وأم من أصل تركي، فقد هاجر والده في النصف الثاني من القرن التاسع عشر إلى الإسكندرية واتخذ فيها متجرا للواردات الليبية، وحاول الأب محاولات شتى لترغيب ولده في العمل معه بالتجارة، ولكنه فضّل العلم على التجارة.
التحق جاويش بالكتاب فحفظ كتاب الله وهو في الرابعة عشرة ثم بدأ يطلب العلم بجامع إبراهيم باشا بالإسكندرية، وكان التعليم فيه - ككل مساجد مصر الكبرى - يجري على نسق التعليم في القاهرة، وبعد إتمامه دراسته الابتدائية انتقل للقاهرة ليجاور في الأزهر الشريف وهو في السادسة عشرة، وحين سمع بأن مدرسة دار العلوم - التي أنشأها علي مبارك ناظر المعارف في عهد الخديوي إسماعيل – تجري اختبارا لطلاب الأزهر ليطلبوا العلم على نهج أكثر مواكبة لمتغيرات العصر سارع لدخول الاختبار ونجح فيه مع ستة عشر طالبا واستكمل دراسته بدار العلوم وتخرج فيها عام 1315هـ/1897م.
بعيد تخرجه عين مدرسا للغة العربية بمدرسة الزراعة، لكن عمله لم يطل، فما لبث أن وقع عليه الاختيار ليكون مبعوث وزارة المعارف إلى جامعة بروردو في لندن مع زميله عاطف بركات وكيل وزارة المعارف، وكان هذا الاختيار لا يقع إلا على أفضل الخريجين علما وخلقا، وفي بروردو - التي أعدت لتخريج رجال التربية - تلقى جاويش علوم الآداب والتربية، ولهذا فهو يعد واحدا من الأزهريين القلائل الذين طلبوا العلم في أوروبا. أتقن جاويش اللغة الأجنبية التي أعانته على الاتصال بالأدب الغربي وتذوق آثاره والتعرف على مناهجه واتجاهاته، وهو ما أثرى فكره في كثير من المجالات.

## رائد التربية الحديثة
عاد جاويش إلى مصر عام 1319هـ/1901م فعُيّن مفتشا بوزارة المعارف فجعل همه الأول إصلاح حرفة التعليم التي كانت تسير على طريقة التلقين وتحفيظ الدروس واستظهارها، وأصدر في هذه المرحلة كتابيه الشهيرين «غنية المؤدبين» و«مرشد المترجم». ويشير هذا التأليف المبكر إلى نضوج فكر جاويش الذي استمده من خبرته العملية في المجالين الذين أتقنهما من دراسته في لندن، فالكتاب الأول كتبه في أصول التربية الحديثة، والثاني في قواعد الترجمة إلى العربية، وهذان الفرعان كانا من أكثر الجوانب أهمية في هذه المرحلة الحاسمة من تاريخ مصر.
هدف جاويش من كتابه «غنية المؤدبين» إلى كتابة مرجع لمدرسي فن التربية، وبهذا الكتاب التربوي كان جاويش أسبق من عالجوا أمراض حرفة التعليم بما وضع هنا من أساليب حديثة هي أساليب طريقة الاستنتاج بالمحاورة، فكان كتابه هذا فتحا جديدا في بابه وأغراضه، وطبع عام 1321هـ/1903م. أما كتاب «مرشد المترجم» فقد ألفه لخريجي مدرستي المعلمين العليا والوسطى، وهم الذين يقصر عليهم تعليم الترجمة، وقد سد جاويش بهذا الكتاب فراغا كان ملحوظا في تدريس الترجمة.
عرض جاويش فكرته عن إصلاح التعليم في المؤتمر السنوي للحزب الوطني 1328هـ/1910م حيث بدأ بالحديث عن البعثات العلمية ورياض الأطفال، ثم أسس مدرسة ليلية أسماها «الإعدادية الليلية» ليتعلم فيها الأزهريون اللغة الفرنسية، كما عقد هو ومعاونوه مؤتمرا كبيرا في مدينة المنصورة عام 1329هـ/1911م وألقى خطبة جامعة في إصلاح التربية والتعليم. ثم ما لبث أن اختارته وزارة المعارف مرة أخرى لكرسي تدريس اللغة العربية بجامعة أكسفورد، ويدل هذا الاختيار على تقدير علم جاويش وفضله.
توج جاويش مسيرته العلمية باختيار جامعة كامبردج بلندن له ليصير أستاذا للغة العربية بناء على توصية من المستشرق الكبير مرجليوث الذي تعرف عليه أثناء دراسته في لندن. ولم تقتصر محاولاته على إصلاح التعليم في مصر وحدها بل سعى لإنشاء الجامعة الإسلامية بالمدينة المنورة، ووضع أساسها عام 1332هـ/1914م، كما أعاد إصلاح كلية صلاح الدين بالقدس الشريف وتولى إدارتها.

## مدرسة الصحافة الوطنية
تمتع جاويش بموهبة أدبية ومهارة صحفية منذ نعومة أظافره، حيث بدأ يكتب في اللواء حين كان طالبا بدار العلوم، لكن الميلاد السياسي له لم يكن على أرض مصر، فقد ارتبط جاويش بالحركة الوطنية يوم أن قابله الزعيم محمد فريد في مؤتمر المستشرقين الذي عقد عام 1323هـ/1905م في تونس التي كانت تحت الاحتلال الفرنسي، وقد لفت جاويش أنظار محمد فريد حين قام بالرد على المستشرق الألماني «دلفروسي» الذي ادعى في كلمته أن القرآن الكريم كان أول كتاب عربي وضع بالعامية لعرب ما قبل الإسلام، فرد عليه الشيخ ردا قويا قائما على العلم بتاريخ اللغة وتاريخ الدين، كما بدا تمكنه من اللغات الأجنبية وغيرته على لغة قومه ودينهم، فعرض عليه محمد فريد أن يعرفه بالزعيم مصطفى كامل الذي كان في رحلة عمل بلندن فوافق جاويش وسافر على الفور وقابله، وكان هذا اللقاء فتحا جديدا في حياة عبد العزيز جاويش، وحينما توفي الزعيم مصطفى كامل لم يجد محمد فريد أكفأ من جاويش ليخلف الزعيم الراحل في رئاسة تحرير «اللواء» فبدأ بذلك مرحلة جديدة من حياته صدرها بمقال تحت عنوان «دنشواي أخرى في السودان» قدم على أثرها للمحاكمة عام 1326هـ/1908م وحكم عليه لكنه نال البراءة في الاستئناف. أعيد للمحاكمة في العام التالي لنشره مقالا عن ذكرى دنشواي وحكم بحبسه ثلاثة أشهر، غير أن الشعب قدر له هذه الوطنية فقدم له وساما بعد الإفراج عنه.
أما المحاكمة الأكثر شهرة في التاريخ فكانت محاكمته عام 1328هـ/1910م بسبب اشتراكه مع محمد فريد في كتابة مقدمة لديوان «وطنيتي» للشاعر علي الغاياتي، وسجن ثلاثة أشهر، وبعدها بعامين أبعد إلى تركيا فأصدر عدة مجلات، كما تزعم حملة تبرعات لتهريب السلاح والقادة الأتراك إلى ليبيا لمقاومة الغزو الإيطالي.

## صحافة المنفى
في تركيا أعاد جاويش إصدار مجلة الهداية التي كانت توقفت في مصر، ودفعه لذلك العديد من الأسباب من أهمها ما رآه من انصراف المسلمين عن دينهم وتقليدهم الأعمى للغرب فسعى لرد الشبهات ودحض الأكاذيب التي تروج حول الإسلام، كما سعى للدفاع عن اللغة العربية وحرص على بيان أن الإسلام دين الفطرة؛ لذا قام بتفسير القرآن الكريم في أعداد المجلة. وشاركت المجلة في الجدال الدائر حول المرأة وحجابها فشن حربا شعواء على دعاة التبرج والسفور، كما اهتمت المجلة باللغة العربية والأدب وإنشاء نادي دار العلوم للغة العربية، كما أولت اهتماما كبيرا بأحوال المسلمين فتحدثت عن مسلمي بلغاريا وروسيا والبوسنة والهرسك وغيرها من بلاد العالم، واهتمت بإحياء التراث الإسلامي. لكنها توقفت نهائيا عام 1332هـ/1914م.

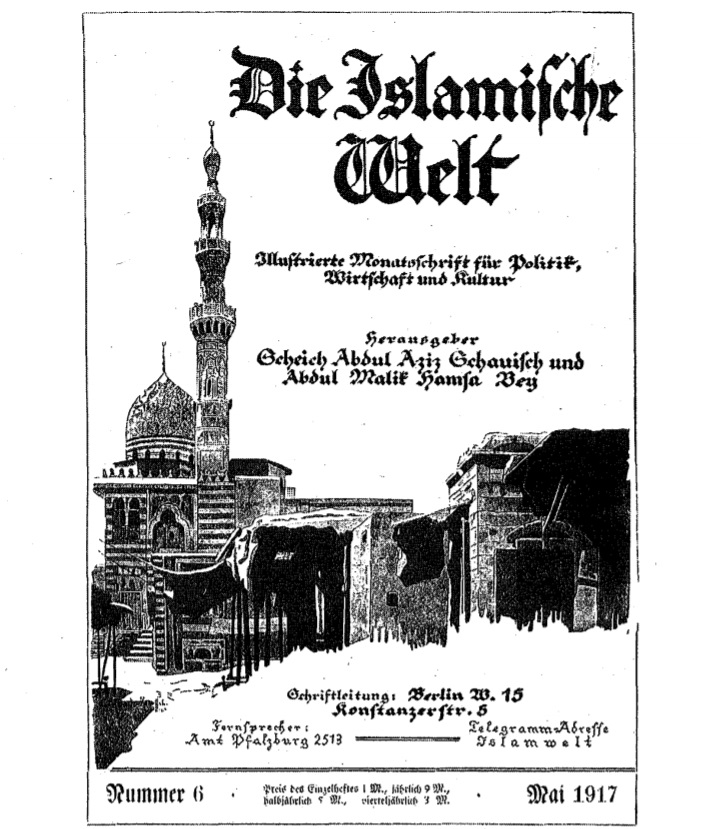
جريدة العالم الإسلامي حررها عبد العزيز جاويش عام 1917

كما أصدر جاويش أيضا في تركيا مجلتي «الهلال العثماني» و«الحق يعلو»، وتنقل جاويش ما بين ألمانيا وتركيا والشام فيما بين عامي 1333- 1336هـ/1915م- 1918م فأنشأ مجلات أخرى تصدح بالوطنية، فقد أصدر مجلة «العالم الإسلامي» في إستانبول، ومجلة Die islamische Welt’ بالألمانية، كما اشترك مع بعض رجال الحزب الوطني في إصدار مجلة Egypt بسويسرا، وشارك في مؤتمر الدفاع عن الأمم المهضومة الحقوق في استكهولم.

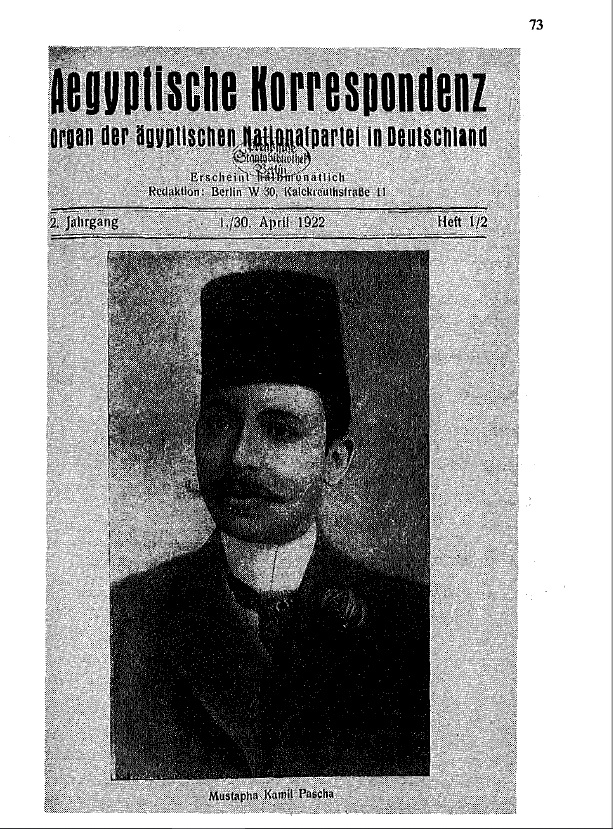
مجلة المراسلات المصرية منشورة عام 1922 حررها عبد العزيز جاويش Abdul-Aziz Schawich

عاد جاويش لتركيا مرة أخرى عام 1341هـ/1922م باستدعاء من أتاتورك حيث عينه رئيسا للجنة الشئون التأليفية الإسلامية بأنقرة، إلا أنه ما لبث أن اختلف معه بسبب إجراءات إلغاء الخلافة فعاد لمصر وكتب مقالا بعنوان «تجديد العهد» فسمحت له الحكومة المصرية بالإقامة في مصر، كما عينته الحكومة مراقبا عاما للتعليم الأولي بوزارة المعارف العمومية اعترافا بمكانته التربوية.

## الإصلاح الاجتماعي
تأثر جاويش بأستاذه محمد عبده، إذ كان حريصا على حضور دروسه في التفسير، فسلك طريقة أستاذه في الكتابة فكتب كتابه الشهير «الإسلام دين الفطرة» عام 1323هـ/1905م في لندن، متبعا فيه طريقة الإمام في البحث الديني، واستشهد كثيرا بآرائه. ويكشف الكتاب عن مرامي الدين الإسلامي التي يتم بها إصلاح العقيدة، وقد استخرج أهداف الإصلاح من أسرار هذا الدين. واستوحى جاويش اسم الكتاب من قول أحد طلبته الإنجليز أثناء تدريسه بلندن: «يخيل إلي يا شيخ أن هذا الدين لا ينافي الفطرة».. فسعى لتأصيل المفاهيم حول الإسلام وبيان أثر القرآن في تحرير الجنس البشري. حين نفدت طبعته الأولى قامت جريدة «المؤيد» بنشره كاملا في نفس السنة، ثم أعيد طبعه أكثر من مرة، وترجم إلى اللغة الإنجليزية.
أما في مجال الإصلاح الاجتماعي فقد دعا جاويش إلى ترابط رؤوس الأموال الصغيرة وإنشاء مصرف وطني، وكتب في محاربة الخمر كتابه «أذى الخمر ومضاره»، وارتفع صوته بضرورة العناية بالمرأة وتعليمها وإصلاح أحوالها ورفع شأنها، وعارض زواج المصريين من الأجنبيات.
وتحت عنوان «وجوب مراعاة أحوال الزمان والمكان في تطبيق أحكام الشريعة الغراء» ألقى جاويش خطبته الجامعة بمؤتمر الإصلاح العام الذي عقدته الحكومة المصرية بمصر الجديدة، كما شارك في إنشاء جمعية الشبان المسلمين بالقاهرة وانتخب وكيلا لها.
كانت سنوات حياته الأخيرة حافلة بشتى الأعمال التي لا تنسى له؛ فقد رعى أسرتي الزعيم الراحل محمد فريد والكاتب أمين الرافعي، ولم يترك قلمه ولم يتخل عن الجهر بالحق حتى وافته المنية في 13 من شعبان 1347هـ الموافق 25 يناير 1929م.

## كتب ودراسات عنه
- عبد العزيز جاويش: من رواد التربية والصحافة والاجتماع، أنور الجندي، سلسلة أعلام العرب، الدار القومية للطباعة والنشر، مصر، د.ت.

## كتبه
- الإسلام دين الفطرة و الحرية 1968

## أقواله
- إن لله رجالاً تخلد حياتهم إذا ماتوا، ويزيدون ظهوراً إذا قبروا، كما أن للنار أناساً يموتون وهم أحياء، ويقبرون في ظلمات أعمالهم وهم على الأرض يعيشون .